# 乳中穴
乳中穴是属于足陽明胃經的腧穴。

## 定位
第4肋间隙，乳頭中央，距前正中线4寸。

## 主治
無。

## 操作
禁針灸。  《針灸甲乙經》：「乳中，禁不可刺灸」事實上是可針的。西方人有人專門喜歡在身上打洞就包括乳穴（乳頭穿孔），直刺、横刺都有
https://www.youtube.com/watch?v=_YSQ6OP3YMg （页面存档备份，存于）